# Acidiella consobrina
Acidiella consobrina är en tvåvingeart som först beskrevs av Zia 1937.  Acidiella consobrina ingår i släktet Acidiella och familjen borrflugor. Inga underarter finns listade i Catalogue of Life.